# Virginia Errázuriz
María Virginia Errázuriz Guilisasti (Santiago, 1941), es una artista visual chilena.

## Primeros años de vida
Es hija del matrimonio conformado por Octavio Errázuriz Letelier y Virginia Guilisasti Tagle. Es hermana de Octavio Errázuriz, embajador de su país en los Estados Unidos entre 1989 y 1990, y de Josefa Errázuriz, alcaldesa de la comuna de Providencia.
Entre los años 1961 y 1965, Errázuriz ingresa a estudiar en la Escuela de Bellas Artes de la Universidad de Chile, y en 1966 participa del Salón del Objeto Contemporáneo. Ya en 1969 comienza a dedicarse a la labor docente, y dicta un taller de pintura en el Colegio Latinoamericano de Integración; la docencia y las actividades educativas serán una práctica constante a lo largo de su carrera. En 1971 se integra en calidad de profesora docente a la Escuela de Bellas Artes de la Universidad de Chile –la misma escuela donde se formó profesionalmente– donde dicta la clase de Dibujo hasta el año 1974.

### TAV: Taller de Artes Visuales
Ese mismo año, a raíz de los turbulentos cambios socioculturales y políticos consecutivos al Golpe de Estado de 1973, Errázuriz junto a otros profesores son exonerados de la Universidad de Chile. En respuesta directa a esta expulsión de la academia, Errázuriz junto al artista visual Francisco Brugnoli cofundan el TAV Taller de Artes Visuales, junto a otros de los profesores y artistas expulsados. El TAV se proyecta como una organización artística independiente, dedicada a la creación especializada y experimental de la técnica del grabado y las artes gráficas, y su difusión a través de circuitos no oficiales (no museales) de las artes visuales de la época. Asimismo, el TAV funcionó como ente para la enseñanza y puesta en marcha de la autogestión cultural, y también espacio expositivo, considerando el contexto del bloqueo artístico propiciado por el régimen dictatorial de aquellos años en Chile.
Durante la década de los ochenta, el TAV se presta como dependencia para los talleres y clases de grabado de la Escuela de Bellas Artes del recientemente formado Instituto Superior ARCIS  (posteriormente, Universidad ARCIS), cuya dirección estaba en manos Francisco Brugnoli. Virginia entra así como docente a ARCIS a dictar clases de gráfica experimental.

### Docencia y creación artística en la actualidad
Ya en la década de los noventa, Virginia se dedica en gran parte a la enseñanza tanto escolar como universitaria: impartió clases en el colegio Saint George en Santiago de Chile, donde también fue Jefa del área de Expresión Artística. Mientras, continuó desempeñándose como académica, en la Universidad ARCIS.
Errázuriz ha continuado exponiendo su obra en renombrados museos nacionales e internacionales hasta la actualidad. En muchas exhibiciones en Chile ha expuesto en dupla junto a Francisco Brugnoli.

## Obra
Siguiendo la línea del informalismo y la estética del collage, Virginia Errázuriz crea obras a partir de la combinación de objetos y materiales diversos, muchos de ellos de carácter cotidiano (es decir, materiales no artísticos), encontrados o de desecho. A partir de estos, la artista crea piezas de carácter instalatorio donde se tensiona la ambigüedad entre la representación y la presentación, elaborando lecturas a partir de los significados culturales propios de los objetos. De esta forma, Errázuriz formula críticas sociales a partir de la simbología del cotidiano: al rol hombre/mujer, la construcción social de la persona, la representación del espacio y el entorno como espejo de una cultura determinada, entre otras problemáticas. 
Cabe destacar el uso experimental de la técnica de la costura, el cosido, el hilvanado y el bordado: a partir de una práctica culturalmente asociada a la mujer, Errázuriz construye collages que representan, hasta cierto punto, formas y cuerpos humanos que desafían justamente los límites de lo femenino y la tradición del trabajo manual. 
Lo objetual en la obra de Errázuriz no solo comprende el aspecto puramente material de la obra: la artista devela en los objetos su cualidad cultural y su potencial semántico, en tanto la combinación inesperada entre materiales y formas revela discursos socialmente aceptados como así también los pone en cuestión.
En la exposición Paisaje Brugnoli-Errázuriz, realizada en Galería Sur en 1983, Errázuriz junto a su pareja, el artista Francisco Brugnoli, instalaron en sus salas una serie de objetos cotidianos y corrientes, tales como tablones, plásticos, periódicos, etc. Estas instalaciones proponían una reflexión crítica respecto al espacio público de la calle, a partir de su representación material y simbólica mediante  aquellos elementos de carácter desechable y de aparente poco valor estético, que  generaban la ficción de un paisaje urbano. Estas obras metaforizaban el vacío y el desuso de los espacios públicos en el contexto de la dictadura, donde las materialidades precarias aludían a la ausencia humana. En tanto, el carácter conceptual de las instalaciones, donde sus significaciones eran múltiples, supuso también una forma de resistencia a través del lenguaje artístico en aquellos años.
En 2016, la pareja de artistas realizan una actualización de aquella muestra con Brugnoli-Errázuriz / Paisaje II, en el Instituto Italiano de Cultura en Santiago. Más de 30 años después, ellos ofrecen una nueva postura crítica en torno a los espacios públicos tomando como punto de partida los contextos socioculturales actuales. De esta forma, las nuevas instalaciones aluden a la resignificación de la calle como espacio representativo de las demandas sociales, pero al mismo tiempo como espacio sobrepoblado, ruidoso, inseguro y ambivalente, tensionando las diferencias y similitudes de los contextos urbanos de hoy y los de hace 30 años.
La obra de Virginia Errázuriz se encuentra en importantes colecciones a nivel nacional, tal como en el MAC Museo de Arte Contemporáneo (Universidad de Chile) y el MSSA Museo de la Solidaridad Salvador Allende.

### Obras en colecciones nacionales
- Autorretrato (1965)[12][13]
- 15 Diciembre 1976, serie Cancelados A: Fernando Orti (1978)[14]
- 28 / noviembre / 1979 - diario de un día (serie archivos, 1979)[15]
- Paisaje Brugnoli - Errázuriz (1983)[16]